# Charlie Coyle
Charlie Coyle (Weymouth, Massachusetts, 2 de marzo de 1992), apodado Sir Charles, es un jugador profesional estadounidense de hockey sobre hielo que se desempeña en la posición de centro en Boston Bruins, equipo de la National Hockey League (NHL).

## Carrera
Fue seleccionado en la primera ronda en la NHL Entry Draft de 2010. En 2012 hizo su debut profesional con el equipo Minnesota Wild, en el cual jugó siete temporadas (2012-2018), después pasó a Boston Bruins, donde lleva jugando seis temporadas.